# Villar del Buey
Villar del Buey è un comune spagnolo di 829 abitanti situato nella comunità autonoma di Castiglia e León.